# Dona i Colom
Dona i colom és un mural ceràmic situat al vestíbul de l'edifici del Teatre del recinte Mundet, al barri de Montbau de Barcelona. Obra del ceramista empordanès Armand Olivé Miliàn, es va col·locar el 1977, en el vintè aniversari de les Llars Mundet, al vestíbul del que aleshores era el gimnàs de les Llars Mundet, i ara és l'Aula Magna de les facultats de Formació del Professorat i Pedagogia. És un acolorit mural de 4,85 m d'ample i 2,90 m d'alçada, fet amb trossos de rajola de València, a l'estil del trencadís, però amb trossos de rajola més grans i tallats a mida perquè encaixin. El mural està centrat per la figura d'una dona jove, que porta un cistell a l'espatlla, i un colom al seu davant, alçant el vol.